# Elsőderivált-próba

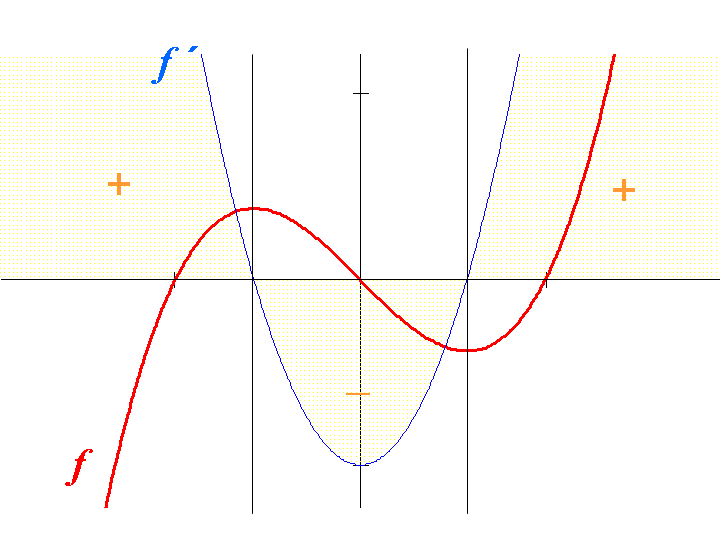
Az f függvény f ' deriváltjának előjelváltása a lokális szélsőértékeket mutatja.

A matematikai analízisben az első deriváltra vonatkozó próba arra fogalmaz meg elégséges kritériumot, hogy egy nyílt intervallumon differenciálható függvénynek a derivált zérushelyén lokális szélsőértéke legyen (lokális maximum vagy minimuma).
A próba a következő. Legyen f differenciálható, u az értelmezési tartományának egy belső pontja és {\displaystyle f'(u)=0}. Ekkor,
- ha {\displaystyle f'} az u bal oldalán is állandó előjelű és a jobb oldalán is állandó előjelű, de u-ban előjelet vált, akkor u-ban f-nek lokális szélsőértéke van
  - ha {\displaystyle f'} az u-ban negatívból pozitívba vált előjelet, akkor f-nek az u-ban lokális minimuma van;
  - ha {\displaystyle f'} az u-ban pozitívból negatívba vált előjelet, akkor f-nek az u-ban lokális maximuma van;
- ha {\displaystyle f'} u körül előjeltartó, akkor a függvénynek u-ban biztosan nincs semmilyen szélsőértéke;
- ha {\displaystyle f'} előjele váltakozik az u bármilyen kis egyoldali környezetében, akkor a próba nem jár sikerrel (további vizsgálatokat igényel annak az eldöntése, hogy u-ban szélsőérték van-e).

## A tétel
Legyen f : {\displaystyle I}{\displaystyle \rightarrow }R intervallumon differenciálható függvény, u az {\displaystyle I} egy belső pontja. Ha létezik olyan (u-r,u+r) intervallum az {\displaystyle I}-ben, hogy
1. {\displaystyle f'\,} az ( u - r , u )-n mindenütt pozitív és {\displaystyle f'\,} az ( u , u + r )-en mindenütt negatív akkor f-nek u-ban lokális maximuma van és
2. {\displaystyle f'\,} az ( u - r , u )-n mindenütt negatív és {\displaystyle f'\,} az ( u , u + r )-en mindenütt pozitív, akkor f-nek u-ban lokális minimuma van.

(Ekkor természetesen {\displaystyle f'(u)=0}.)
Megjegyzés: A pozitív kitétel lecserélhető nemnegatívra, a negatív pedig nempozitívra.

### Folytonos függvényre
Megjegyezzük, hogy a tételt olyan esetre is meg lehet fogalmazni, amikor f-ről az u-ban csak annyit teszünk fel, hogy folytonos. Legyen f: R{\displaystyle \rightarrow }R az u pont egy ( u-r , u+r ) \ {u} kipontozott környezetén differenciálható függvény és folytonos u-ban.
1. Ha {\displaystyle f'|_{(u-r,u)}\geq 0\,} és {\displaystyle f'|_{(u,u+r)}\leq 0\,}  akkor f-nek u-ban lokális maximuma van és
2. Ha {\displaystyle f'|_{(u-r,u)}\leq 0\,} és  {\displaystyle f'|_{(u,u+r)}\geq 0\,}  akkor f-nek u-ban lokális minimuma van.

### A negatív állítás esete

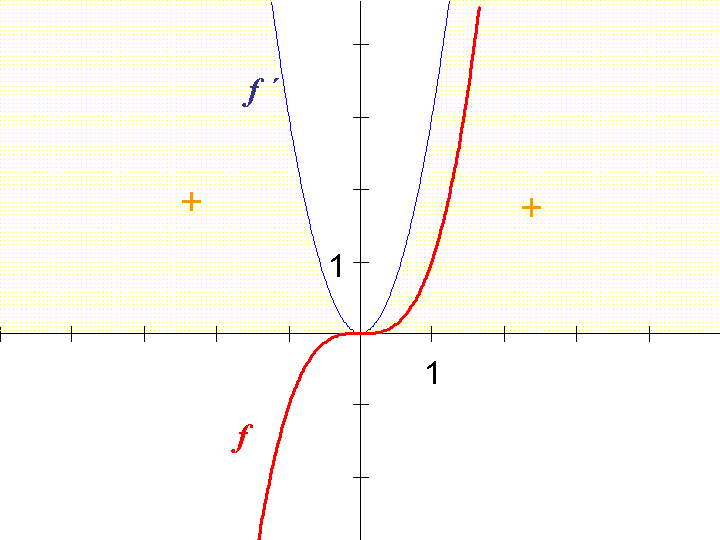
f (x)=x^{3} és deriváltja. A derivált a 0-tól balra és jobbra is pozitív, így szigorúan monoton növekvő. A függvénynek tehát nem lehet szélsőértéke, holott a 0-beli derivált 0.

Az, hogy a derivált egy belső pontban 0, nem elég ahhoz, hogy a függvénynek ott lokális szélsőértéke legyen. A szélsőértékre vonatkozó Fermat-tétel csak szükséges, de nem elégséges kritériuma a belső pontban differenciálható függvény szélsőértékének. A nem elégségességet igazoló példa a valós számok halmazán értelmezett
{\displaystyle x\mapsto x^{3}}
függvény, amelynek a 0-ban 0 meredekségű, úgy nevezett inflexiós érintője van – átmetszi a függvénygörbét –, de nincs szélsőértéke, lévén szigorúan monoton növekvő.
A példa esetét jól leírja az a szituáció, amikor az u előtt és az u után a derivált (természetesen az u-t kivéve) szigorúan előjeltartó. Ezekben az esetekben biztosan nincs a függvénynek u-ban szélsőértéke.
Tehát, ha {\displaystyle f'|_{(u-r,u)},\;f'|_{(u,u+r)}>0\,} vagy {\displaystyle f'|_{(u-r,u)},\;f'|_{(u,u+r)}<0\,}, akkor ezeken az intervallumokon a függvény szigorúan monoton, s mivel u-ban folytonos, ezért az egész (u-r,u+r) intervallumon is szigorúan monoton, következésképpen nem lehet u-ban szélsőérték.
Itt a szigorú egyenlőtlenség nem cserélhető le megengedőre.

## Az alkalmazhatóság feltételei és korlátai

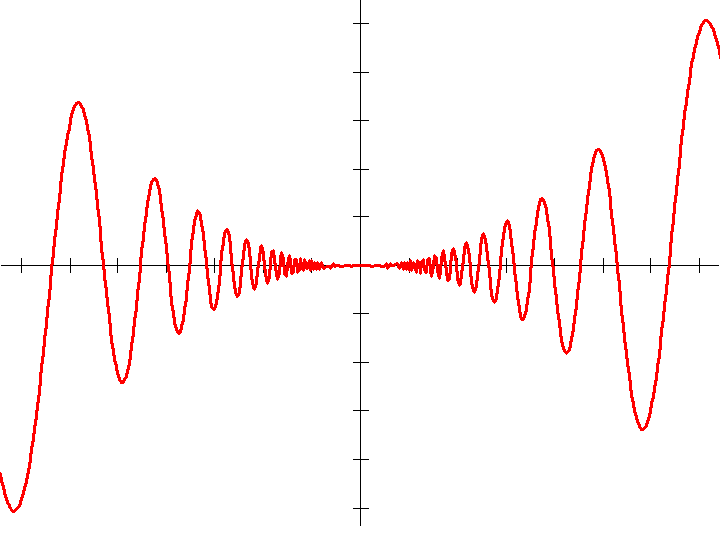

Nem hagyható el az a feltétel sem, hogy legyen az u-tól jobbra olyan intervallum, ahol a függvény deriváltja állandó előjelű és legyen balra is egy olyan intervallum, ahol mindenhol ugyanolyan előjelű, továbbá ebben a két intervallumban a derivált előjele eltér. Világos, ugyanis, hogy nem elég az, hogy akármilyen közel megyünk az u-hoz, balra és jobbra van egy-egy pont, amelyekben ellenkező előjelű a derivált. Például az
{\displaystyle f(x)=\left\{{\begin{matrix}x^{2}\,\sin \left({\frac {1}{x}}\right),&x\neq 0\\0,&x=0\end{matrix}}\right.}
differenciálható, az előbb mondott tulajdonságú, de 0-ban nincs szélsőértéke (holott 0-ban még a deriváltja is 0).

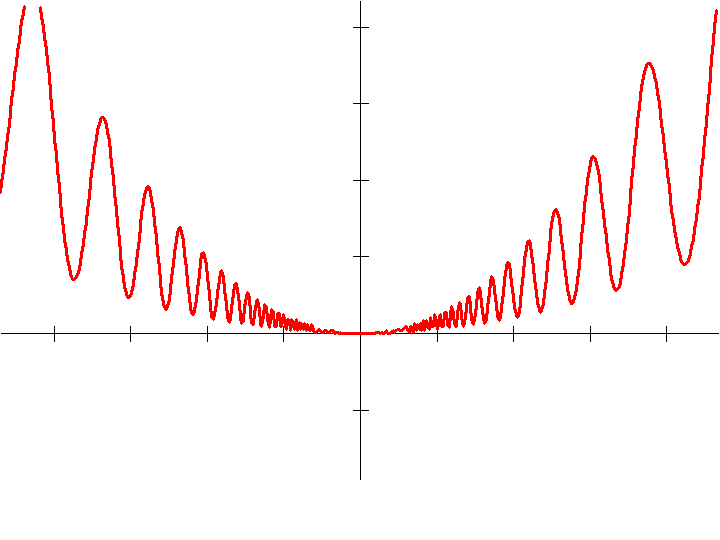

A próba nem is alkalmas minden nyílt intervallumban differenciálható függvény szélsőértékének kimutatására. Bár a következő függvénynek a 0-ban minimuma van, ennek igazolására a próba nem alkalmazható, mert nincs a 0 körül olyan bal és jobb oldali környezet, ahol a függvény deriváltja azonos előjelű lenne (és a 0-ban előjelet váltana):
{\displaystyle f(x)=\left\{{\begin{matrix}2x^{2}\,(\sin \left({\frac {1}{x}}\right)+1)+x^{2},&x\neq 0\\0,&x=0\end{matrix}}\right.}
A tétel tulajdonképpen olyan függvényre is megfogalmazható lenne – plusz feltételekkel –, amelyik nem folytonos a vizsgált pontban, de létezik bal és jobb oldali határértéke. Ám, a hozzáadott feltételek gyakorlatilag annak a megismétlését jelentenék, hogy ott a függvénynek lokális szélsőértéke van, így semmit sem nyernénk vele.

## Bizonyítás
Csak a folytonos függvény esetére vonatkozó, lokális maximumról beszélő esetet bizonyítjuk (a másik eset ebből a –f függvényre való alkalmazással következik.)
Azt kell belátnunk, hogy ha (a,b) nyílt intervallum,
{\displaystyle f:(a,b)\rightarrow \mathbb {R} } folytonos,
{\displaystyle u\in (a,b)\,},
{\displaystyle f|_{(a,u)}\,} és {\displaystyle f|_{(u,b)}\,} differenciálható és
{\displaystyle f'|_{(a,u)}\geq 0\,} és {\displaystyle f'|_{(u,b)}\leq 0\,}
Ekkor u-ban f-nek lokális maximuma van.
Legyen x ∈ ( a , u ). A Lagrange-féle középértéktételt alkalmazhatjuk az f|[x,u] leszűkítésre, hiszen a függvény folytonos és az (x,u) nyílt intervallumon differenciálható. Minden deriváltértékre, így a Lagrange-tétel által biztosított x1 ∈ (x,u) pontbeli deriváltra is teljesül, hogy az nemnegatív:
{\displaystyle f'(x_{1})={\frac {f(x)-f(u)}{x-u}}\geq 0}
innen az x – u negatív számmal beszorozva, kapjuk:
{\displaystyle f(x)\leq f(u)}
vagyis f|(a,u]-nak u lokális maximuma. Hasonlóképpen kapjuk, hogy f|[u,b)-nek u szintén lokális maximuma, így minden x ∈ (a,b)-re f(x) ≤ f(u). QED

## Példák
1. Tekintsük a valós számok halmazán értelmezett
{\displaystyle f(x)={\frac {(1+x)^{2}}{1+x^{2}}}}
függvényt. f nyílt intervallumon differenciálható, tehát a lokális szélsőértékhelyek a szélsőértékre vonatkozó Fermat-tétel szerint a derivált nullhelyei között keresendők:
{\displaystyle f'(x)={\frac {2(1+x)(1+x^{2})-(1+x)^{2}2x}{(1+x^{2})^{2}}}={\frac {(1+x)(2(1+x^{2})-2x(1+x))}{(1+x^{2})^{2}}}=}
{\displaystyle ={\frac {2(1+x)(1-x)}{(1+x^{2})^{2}}}}
így
{\displaystyle {\frac {2(1+x)(1-x)}{(1+x^{2})^{2}}}=0}

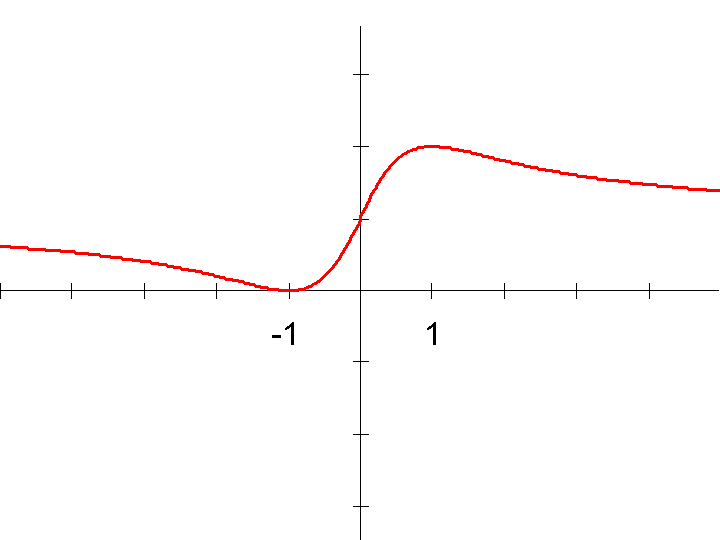
f(x) = (1+x)^{2}/(1+x^{2})

ahonnan x1 = -1 és x2 = +1. f' előjelét kell tehát megállapítani a (-∞,-1), (-1,+1) és (+1,+∞) intervallumokban. A derivált számlálója a 2(1+x)(1-x) felülről nyitott parabola, ami a fenti intervallumokban rendre +, -, + előjelű. A nevező pozitív, így nem változtat ezeken az előjeleken. A függvény tehát először szigorúan monoton nő, aztán szigorúan monoton csökken, végül megint szigorúan monoton módon nő. Ebből azonnal következik, hogy -1-ben valóban lokális szélsőérték van, éspedig lokális maximum, hiszen a derivált +ból –ba vált előjelet, a +1-ben pedig lokális minimum van.
| x     | ]–∞;–1[ | –1  | ]–1;+1[ | 1   | ]+1;+∞[ |
| f'(x) | +       | 0   | –       | 0   | +       |
| f(x)  | ↗       | max | ↘       | min | ↗       |

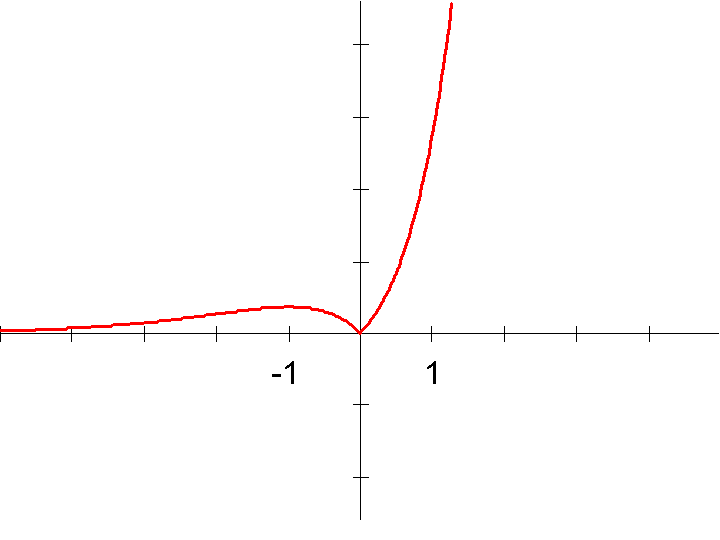
f(x) = e^{x}abs(x)

2. Vizsgáljuk a valós számok halmazán értelmezett
{\displaystyle f(x)=e^{x}\cdot |x|}
függvényt. Világos, hogy f nem differenciálható az x=0 pontban, de ott folytonos, világos, hogy erre a pontra a Fermat-féle szélsőértéktétel nem alkalmazható. A függvény deriváltja (az R \ {0} halmazon):
{\displaystyle f'(x)=e^{x}\cdot |x|+e^{x}\cdot \mathrm {sgn} (x)}
{\displaystyle (x\neq 0)\,}
ahol sgn(x) a szignum- vagy előjelfüggvény, ami az abszolútérték függvény deriváltja minden nullától különböző helyen. Megjegyezzük, bár nem szükséges a feladat megoldásához, hogy nullában balról és jobbról azonban már léteznek az egyoldali deriváltak f-'(0) = –1 és f+'(0) = +1.
Az
{\displaystyle f'(x)=e^{x}\cdot (|x|+\mathrm {sgn} (x))\quad \quad (x\neq 0)\,}
függvény azonos előjelű tartományait kell meghatározni. ex mindig pozitív, |x|+sgn(x) = 0 pedig két esetben lehet: x=–1 vagy x=0 (persze ez utóbbiban f' nem értelmezett). Az előjeleket és a növekedési viszonyokat az alábbi táblázatban foglaltuk össze:
| x      | ]–∞;–1[ | –1  | ]–1;0[ | 0     | ]0;+∞[ |
| f '(x) | +       | 0   | –      | nincs | +      |
| f(x)   | ↗       | max | ↘      | min   | ↗      |

## Magasabbrendű deriváltak
A 2. példából látható, hogy az elsőderivált-próba akkor is használható, ha a függvény nem sima, például nem differenciálható az adott pontban (de folytonos). A próba azonban egy globális feltétel ellenőrzését igényli, azaz, hogy balról és jobbról legyen egy-egy teljes intervallum, ahol a derivált létezik és intervallumonként egyenlő előjelű.
A sima függvényeknél a globális feltételek lokálissá tehetők. Például, ha tudjuk, hogy az intervallumon értelmezett differenciálható függvény folytonosan differenciálható az intervallum u belső pontjában és f deriváltja az u-ban nulla, és a derivált injektív az u egy környezetében, akkor teljesülnek az elsőderivált-próba feltételei.
Ha az intervallumon értelmezett differenciálható függvény kétszer folytonosan differenciálható az u egy környezetén és a második derivált nem nulla u-ban, akkor már az inverzfüggvény-tétel is biztosítja az elsőderivált próba feltételeinek teljesülését.
A másodikderivált-próba már egy tisztán lokális feltételt tartalmaz. Ha az intervallumon differenciálható függvény kétszer differenciálható az intervallum egy u belső pontjában és f második deriváltja nem nulla, akkor a derivált lokálisan monoton. Ez amiatt van, hogy ekkor létezik olyan V nyílt környezete u-nak, hogy
{\displaystyle {\frac {f'(x)-f'(u)}{x-u}}>0} minden x ∈ V \ {u}-re vagy {\displaystyle {\frac {f'(x)-f'(u)}{x-u}}<0} minden x ∈ V \ {u}-re
azaz f' előjelet vált.